# 11 août aux Jeux olympiques d'été de 2024
Navigation
10 août
Le dimanche 11 août 2024 est le dix-huitième et dernier jour de compétitions des Jeux olympiques d'été de 2024 à Paris en France.

## Programme
| Heure UTC+02:00 (France)                      |               |
| bleu                                          | Cérémonie     |
| neutre                                        | Épreuve       |
| or                                            | Finale        |
| orange                                        | Petite finale |
| rose                                          | Reporté       |
| gris                                          | Annulé        |
| Compétition masculine                         | Hommes        |
| Compétition féminine                          | Femmes        |
| Compétition mixte (hommes et femmes mélangés) | Mixte         |
| Compétition en couple (1 homme et 1 femme)    | Couple        |
| modifier                                      |               |

| Horaire | Discipline Spécialité | Discipline Spécialité                              | Discipline Spécialité | Phase                            | Résultats                                                         | Références |
| ------- | --------------------- | -------------------------------------------------- | --------------------- | -------------------------------- | ----------------------------------------------------------------- | ---------- |
| 8 h 0   |                       | Athlétisme Marathon                                | Compétition femmes    | Finale                           | Sifan Hassan · Tigist Assefa · Hellen Obiri                       |            |
| 9 h 0   |                       | Handball Tournoi masculin                          | Compétition hommes    | Petite finale                    | Espagne 23-22 Slovénie                                            |            |
| 9 h 0   |                       | Water-polo Tournoi masculin                        | Compétition hommes    | Match pour la 5e place           | Espagne 13-15 Grèce                                               |            |
| 10 h 35 |                       | Water-polo Tournoi masculin                        | Compétition hommes    | Petite finale                    | États-Unis 11-8 Hongrie                                           |            |
| 11 h 0  |                       | Cyclisme sur piste Omnium (Course scratch)         | Compétition femmes    | Tour de compétition              | -                                                                 |            |
| 11 h 0  |                       | Lutte Libre - Moins de 65 kg                       | Compétition hommes    | Repêchages                       | -                                                                 |            |
| 11 h 0  |                       | Lutte Libre - Moins de 76 kg                       | Compétition femmes    | Repêchages                       | -                                                                 |            |
| 11 h 0  |                       | Lutte Libre - Moins de 97 kg                       | Compétition hommes    | Repêchages                       | -                                                                 |            |
| 11 h 0  |                       | Pentathlon moderne Individuel                      | Compétition femmes    | Finale                           | Michelle Gulyás · Élodie Clouvel · Seong Seung-min                |            |
| 11 h 22 |                       | Cyclisme sur piste Vitesse individuelle            | Compétition femmes    | 1/2 finale                       | -                                                                 |            |
| 11 h 29 |                       | Cyclisme sur piste Keirin                          | Compétition hommes    | 1/4 de finale                    | -                                                                 |            |
| 11 h 57 |                       | Cyclisme sur piste Omnium (Course tempo)           | Compétition femmes    | Tour de compétition              | -                                                                 |            |
| 11 h 30 |                       | Basket-ball Tournoi féminin                        | Compétition femmes    | Petite finale                    | Belgique 81-85 Australie                                          |            |
| 11 h 30 |                       | Haltérophilie Plus de 81 kg                        | Compétition femmes    | Finale                           | Li Wenwen · Park Hye-jeong · Emily Campbell                       |            |
| 12 h 0  |                       | Lutte Libre - Moins de 65 kg                       | Compétition hommes    | Finale                           | Kotaro Kiyooka · Rahman Amouzad · Islam Dudaev / Sebastian Rivera |            |
| 12 h 25 |                       | Cyclisme sur piste Vitesse individuelle            | Compétition femmes    | Course de classement (de 5 à 8)  | -                                                                 |            |
| 12 h 29 |                       | Cyclisme sur piste Keirin                          | Compétition hommes    | 1/2 finale                       | -                                                                 |            |
| 12 h 35 |                       | Lutte Libre - Moins de 97 kg                       | Compétition hommes    | Finale                           |                                                                   |            |
| 12 h 45 |                       | Cyclisme sur piste Vitesse individuelle            | Compétition femmes    | Finale                           | Ellesse Andrews · Lea Sophie Friedrich · Emma Finucane            |            |
| 12 h 53 |                       | Cyclisme sur piste Omnium (Course à l'élimination) | Compétition femmes    | Tour de compétition              | -                                                                 |            |
| 13 h 0  |                       | Volley-ball Tournoi féminin                        | Compétition femmes    | Finale                           | États-Unis 0-3 Italie                                             |            |
| 13 h 23 |                       | Cyclisme sur piste Keirin                          | Compétition hommes    | Course de classement (de 7 à 12) | -                                                                 |            |
| 13 h 30 |                       | Lutte Libre - Moins de 76 kg                       | Compétition femmes    | Finale                           |                                                                   |            |
| 13 h 30 |                       | Handball Tournoi masculin                          | Compétition hommes    | Finale                           | vs                                                                |            |
| 13 h 32 |                       | Cyclisme sur piste Keirin                          | Compétition hommes    | Finale                           |                                                                   |            |
| 13 h 56 |                       | Cyclisme sur piste Omnium (Course aux points)      | Compétition femmes    | Finale                           |                                                                   |            |
| 14 h 0  |                       | Water-polo Tournoi masculin                        | Compétition hommes    | Finale                           | vs                                                                |            |
| 15 h 30 |                       | Basket-ball Tournoi féminin                        | Compétition femmes    | Finale                           | France 66-67 États-Unis                                           |            |
| 21 h 0  |                       | Cérémonie de clôture                               | -                     | Cérémonie                        | -                                                                 | -          |